# Юбилейное (городская администрация Аксу)
Юбилейное (каз. Юбилейный) — упразднённое село в Павлодарском районе Павлодарской области Казахстана. Находилось в подчинении городской администрации Аксу. Входило в состав Акжольского сельского округа. Ликвидировано в 2005 году.

## Население
В 1989 году население села составляло 172 человека. По данным переписи 1999 года в селе проживало 95 человек (47 мужчин и 48 женщин).